# Gruppverkan
Gruppverkan är ett begrepp inom matematik som beskriver hur en grupps element verkar på en mängd. Genom en gruppverkan definierar varje element i en grupp en permutation (en bijektiv avbildning) av en mängd till sig själv.

## Definition
En vänstergruppverkan av en grupp G på en mängd X är en avbildning från G × X till X, ofta skrivet
{\displaystyle (g,x)\mapsto g.x}
för g i G och x i X. (g, x) är alltså ett element i G × X och g.x är ett element i X. En vänstergruppverkan ska dessutom uppfylla följande villkor:
- Verkan av det neutrala elementet e i G är identitetsavbildningen på X, dvs e.x = x för alla x i X.
- Verkan av ett element g2 på g1.x är lika med verkan av g2g1 på x, dvs: g2.(g1.x) = (g2g1).x.

En högergruppverkan definieras likartat som en funktion från X × G till X så att
- (x.g2).g1 = x.(g2g1).
- x.e = x.

Skillnaden mellan en vänster- och högergruppverkan är i vilken ordning en produkt g2g1 verkar på ett element x. För en vänstergruppverkan verkar g1 först, följt av g2. I en högergruppverkan verkar g2 först, följt av g1.
Varje högergruppverkan kan omvandlas till en vänstergruppverkan (och vice versa), därför kommer bara vänstergruppverkningar behandlas i resten av artikeln.

## Exempel
- Den triviala verkan av en grupp G på en mängd x är den verkan där g.x = x för alla g i G.
- En symmetrisk grupp verkar på sin underliggande mängd som permutationer.
- Symmetrigruppen till en geometrisk figur verkar på mängden av punkter i figuren.
- En automorfigrupp till exempelvis ett objekt (exempelvis ett vektorrum eller en graf) verkar på objektet.

## Typer av gruppverkan
En verkan av G på X säges vara
- Transitiv om X inte är tom och om för varje par av element x, y i X finns ett g i G så att g.x = y.
- Trogen om det för alla par av distinkta element g1 och g2 finns ett element i x så att g1.x inte är lika med g2.x. Ett ekvivalent villkor är att det neutrala elementet i G är det enda element i G som har samtliga punkter i X som fixpunkter under gruppverkan.

## Banor och stabilisatorer
Låt G vara en grupp som verkar på en mängd X. Banan för ett element x i X är de punkter som kan nås från X med något element från G. Banan till x betecknas Gx eller OrbG(x):
{\displaystyle \operatorname {Orb} _{G}(x)=Gx=\{g.x\mid g\in G\}}
Mängden av banor under verkan av G bildar en partition av X och en ekvivalensrelation ~ kan definieras genom att x ~ y om och endast om det finns ett g i G så att g.x = y. Banorna är då ekvivalensklasserna.
För varje element x i X kan man definiera stabilisatorn Gx till x under verkan av G:
{\displaystyle G_{x}=\{g\in G:g.x=x\}}.
Stabilisatorn till ett element x bildar en delgrupp till G.
Längden av en bana Gx är antalet sidoklasser i G relativt delgruppen Gx, Gx:s index.
Burnsides lemma säger att antalet banor för en ändlig grupp G är lika med
{\displaystyle {\frac {1}{|G|}}\sum _{g\in G}|X_{g}|}
där Xg är mängden av fixpunkter i X till elementet g under gruppverkan.\